# 만주 전략공세작전
소련의 만주 침공, 공식적으로 만주 전략 공세 작전 또는 간단히 만주 작전(Маньчжурская операция)으로 알려져 있으며 때로는 8월 폭풍 작전으로도 불린다,는 1945년 8월 9일 소련이 일본 점령 하 만주에 위치한 일본 제국의 괴뢰정권인 만주국을 침공하면서 시작되었다. 이는 1945년 소련-일본 전쟁의 가장 큰 전역이었으며, 거의 6년간의 평화 이후 소련과 일본 제국 간의 적대 행위를 재개했다.
소련은 만주국, 몽강연합자치정부 (현재의 내몽골 자치구 북동부) 및 북부 한국에서 영토적 이득을 얻었다. 이 전쟁 전역에 소련이 참전하고 관동군이 패배한 것은 일본 정부가 무조건 항복을 결정하는 데 중요한 요인이 되었는데, 이는 소련이 조건부로 전쟁을 종결시키는 데 제3자 역할을 할 의사가 없다는 것이 명백해졌기 때문이다.

## 요약
1943년 11월 테헤란 회담과 1945년 2월 얄타 회담에서 영국 및 미국(서방 연합국)과 합의된 바와 같이, 소련은 유럽 전쟁 종전 3개월 이내에 제2차 세계 대전의 태평양 전구에 참전했다. 침공은 1945년 8월 9일에 시작되었는데, 이는 독일의 항복 (모스크바 시간 5월 9일 0시 43분) 정확히 3개월 후였다.
침공 개시는 8월 6일 미국의 히로시마 원자폭탄 투하와 8월 9일 나가사키 원자폭탄 투하 직전 사이에 이루어졌지만, 침공 시기는 일찍이 계획되었으며 테헤란 및 얄타 협정의 시기, 테헤란 이후 극동에서의 소련군 장기 증강, 그리고 약 3개월 전 독일의 항복 날짜에 의해 결정되었다. 8월 3일, 바실렙스키 원수는 이오시프 스탈린 총리에게 필요하다면 8월 5일 아침에 공격할 수 있다고 보고했다.
1945년 8월 8일 모스크바 시간 17시 (트란스바이칼 시간 (UTC+9) 23시), 소련 외무장관 뱌체슬라프 몰로토프는 일본 대사 사토 나오타케에게 소련이 일본에 선전포고했으며, 8월 9일부터 소련 정부는 일본과 전쟁 상태에 있다고 간주할 것이라고 통보했다. 1945년 8월 9일 트란스바이칼 시간 자정 1분 후, 즉 선전포고 후 약 1시간 만에 소련군은 만주 동, 서, 북쪽 세 전선에서 동시에 침공을 시작했다:
- 싱안-펑톈 공세 작전 (1945년 8월 9일 – 1945년 9월 2일) (샤오싱안링산맥-펑톈 지역);
- 하얼빈-지린 공세 작전 (1945년 8월 9일 – 1945년 9월 2일) (하얼빈-지린 지역); 그리고
- 쑹화강 공세 작전(러시아어판) (1945년 8월 9일 – 1945년 9월 2일).

전투는 전통적으로 만주로 알려진 국경, 즉 만주족의 전통적인 땅을 넘어 확장되었지만, 일본 북부 영토에 대한 협력적이고 통합적인 침공은 만주 전투라고도 불렸다. 이는 만주 전략 공세 작전이라고도 불렸다.

## 배경 및 전력 증강
20세기 초 러일 전쟁은 일본의 승리와 포츠머스 조약으로 이어졌고, 이는 1931년 9월 만주사변과 일본의 만주 침공을 포함한 다른 후속 사건들과 함께 일본이 결국 한국, 만주, 남사할린에 대한 통제권을 획득하게 했다. 1930년대 후반에는 여러 소련-일본 국경 사건이 발생했으며, 가장 중요한 것은 하산호 전투 (장고봉 사건, 1938년 7~8월)와 할힌골 전투 (노몬한 사건, 1939년 5~9월)로, 이는 1941년 4월 소련-일본 중립 조약으로 이어졌다. 중립 조약은 국경 분쟁에서 병력을 해방시켜 소련이 독일과의 전쟁에 집중할 수 있게 했고, 일본은 아시아와 태평양으로의 남방 확장에 집중할 수 있게 했다.
스탈린그라드에서의 승리와 독일의 최종적인 패배가 점점 확실해지면서 일본에 대한 소련의 태도는 스탈린이 일본을 비난하는 연설을 하는 등 공개적으로 변했으며, 극동에서의 병력과 보급품 증강과 함께 은밀하게도 변했다. 1943년 11월 테헤란 회담에서 스탈린, 윈스턴 처칠 및 프랭클린 루스벨트는 독일이 패배하면 소련이 일본과의 전쟁에 참전하기로 합의했다. 스탈린은 딜레마에 직면했다: 그는 거의 어떤 대가를 치르더라도 두 전선에서의 전쟁을 피하고 싶었지만, 유럽에서 기대했던 이득 외에 극동에서도 이득을 확보할 기회를 보았다. 스탈린이 두 전선 전쟁 없이 이러한 이득을 확보할 수 있는 유일한 방법은 독일이 일본보다 먼저 항복하는 것이었다.
소련-일본 중립 조약으로 인해 소련은 일본에 대한 작전 후 소련 영토에 착륙한 연합군 항공기와 승무원을 억류하는 것을 공식 정책으로 삼았다. 그러나 소련과 서방 연합국은 곧 공식 정책을 우회하기 위한 비공식적인 합의에 도달했다. 무기대여법의 후원 아래, 연합국은 극동에서 소련에 의해 억류된 것과 동일한 유형의 항공기를 공식적으로 양도했으며, 상호 이해는 소련이 "억류된" 연합군 항공기를 실제 출처를 밝히지 않고 독일군에 대항하여 사용할 수 있다는 것이었다. 그 대가로 소련에서 억류된 연합군 조종사들은 보통 이란 또는 다른 연합국 통제 영토 근처의 수용소로 이송되었고, 거기서 일정 기간 후에 "탈출"하는 것이 허용되었다. 그럼에도 불구하고, 극동에서의 소련군 증강은 독일의 패배 이전에도 꾸준히 가속화되었다. 1945년 초에는 일본군에게 소련이 만주를 침공할 준비를 하고 있다는 것이 명백해졌지만, 그들은 독일의 패배 이전에 공격할 가능성은 낮다고 정확히 계산했다. 태평양에서의 문제 외에도 일본군은 소련 침공이 언제 어디서 발생할지 결정할 필요성을 깨달았다.
1945년 2월 얄타 회담에서 스탈린은 독일 패배 후 2~3개월 이내에 태평양 전쟁에 참전하기로 동의하는 대가로 극동에서의 소련 확장 승인을 루스벨트로부터 얻어냈다. 3월 중순까지 일본에게 태평양 상황은 좋지 않았고, 그들은 태평양에서의 작전을 지원하기 위해 만주에서 정예 부대를 철수시켰다. 한편, 소련은 중립 조약을 갱신하지 않기로 결정하고 극동에서의 증강을 계속했다. 조약 조건은 만료 12개월 전에 통보해야 했으므로, 1945년 4월 5일 소련은 겉으로는 의무를 다하며 일본에 조약을 갱신하지 않을 것이라고 통보했다. 이는 일본에게 상당한 우려를 불러일으켰지만, 소련은 조약이 여전히 12개월 동안 유효할 것이며 일본이 걱정할 필요가 없다고 일본을 안심시키기 위해 많은 노력을 기울였다.
독일은 1945년 5월 9일 모스크바 시간 자정 직후 항복했고, 이는 소련이 얄타 합의를 지키려면 8월 9일까지 일본과의 전쟁에 참전해야 한다는 것을 의미했다. 일본에게 상황은 계속 악화되었고, 이제 전쟁에 남은 유일한 추축국이 되었다. 그들은 소련과의 평화를 유지하기를 간절히 원했고, 궁극적으로 전쟁을 종결시키기를 바랐다. 얄타 이후 그들은 중립 조약 연장을 위해 소련을 설득하려고 반복적으로 노력했으며, 서방 연합국과의 평화 협상을 중재해 달라고 소련에 요청하기도 했다. 소련은 이러한 제안을 단념시키지 않고, 침공군 준비를 계속하면서 가능한 한 오랫동안 과정을 지연시키는 것을 기뻐했다. 4월에 스즈키 칸타로 내각이 취임한 목표 중 하나는 무조건 항복 이외의 어떤 평화 조건이든 확보하는 것이었다. 6월 말, 그들은 다시 소련에 접근하여 일본을 지원하기 위해 서방 연합국과의 중재를 요청하며 구체적인 제안을 제시했다. 그 대가로 그들은 소련에게 매우 매력적인 영토 양보를 할 준비가 되어 있었다. 스탈린은 겉으로는 관심을 표명했고, 일본은 이제 소련이 의도적으로 답변을 회피하는 동안에도 공식적인 소련의 답변을 기다렸다. 포츠담 회담은 7월 16일부터 8월 2일까지 열렸고; 7월 24일 소련은 모든 일본 주재 대사관 직원과 가족을 소환했다. 7월 26일 회담에서 처칠, 해리 S. 트루먼 및 장제스는 일본의 무조건 항복을 요구하는 포츠담 선언을 발표했다. 일본은 선언에 대한 답변을 회피하고 대신 명확한 소련의 답변을 계속 기다렸다.
일본군은 시베리아 횡단 철도 교통과 만주 동부의 소련 활동을 감시하고 있었다. 지연 전술과 함께, 이는 소련이 8월 말 이전에는 동만주를 침공할 준비가 되지 않을 것임을 시사했다. 일본군은 어떤 침공이 언제 어디서 발생할지에 대한 구체적인 증거를 가지고 있지 않았다. 그들은 1946년 봄 이전에는 공격이 없을 것이라고 추정했지만, 스탑카는 실제로는 8월 중순 공세를 계획하고 있었고, 90개 사단 병력 증강을 성공적으로 숨겼다. 많은 소련 부대는 철도 연결에 부담을 주지 않기 위해 차량으로 시베리아를 횡단했다.
일본군은 8월 8일 자정 1시간 전 소련의 선전포고를 받고 완전히 기습을 당했으며, 8월 9일 자정 직후 시작된 세 전선에서의 동시 침공에 직면했다.

## 전투원

### 소련
소비에트 연방원수 알렉산드르 바실렙스키 지휘하의 극동군사령부는 단순하지만 거대한 규모의 만주 정복 계획을 가지고 있었으며, 만주 전체를 아우르는 대규모 양면 공격을 요구했다. 이는 서쪽에서 트란스바이칼 전선군이, 동쪽에서 제1극동전선군이 수행하며, 제2극동전선군은 북쪽에서 포위망의 중심을 공격하기로 했다. 전쟁 중 운영된 유일한 소련의 전구 사령부 (1941년 서부의 단기 "방향" 제외)인 극동군사령부는 세 개의 적군 전선군으로 구성되었다.

#### 트란스바이칼 전선군

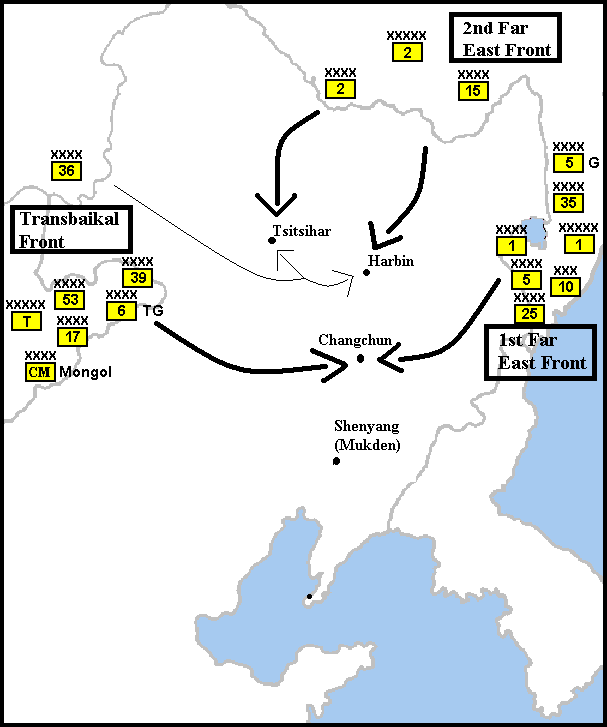
만주 침공을 위한 소련의 기본 계획 지도

로디온 말리놉스키 원수 지휘하의 트란스바이칼 전선군은 다음을 포함했다:
- 제17군
- 제36군
- 제39군
- 제53군
- 제6근위전차군
- 몽골 기병 집단 (이싸 플리예프 지휘)
- 제12항공군.

트란스바이칼 전선군은 내몽골 자치구 사막과 다싱안링산맥을 넘어 공격하는 소련의 양면 공격 중 서쪽 부분을 형성하기로 했다. 이 병력의 목표는 첫째, 펑톈(현재의 선양시)을 확보하고, 그 다음 만주 남중부의 창춘시 지역에서 제1극동전선군 병력과 합류하여, 이로써 양면 공격을 완료하는 것이었다.
천 대 이상의 전차와 자주포를 집결시킨 제6근위전차군은 기갑 선봉대 역할을 하여, 전선군의 진격을 이끌고 침공 5일 이내에 만주 내부 350 km (220 mi)의 목표를 점령하기로 했다.
제36군도 서쪽에서 공격했지만, 하얼빈시와 치치하얼시에서 제2극동전선군 병력과 합류하는 것을 목표로 했다.

#### 제1극동전선군
키릴 메레츠코프 원수 지휘하의 제1극동전선군은 다음을 포함했다:
- 제1적기군
- 제5군
- 제25군
- 제35군
- 제10기계화군단
- 제9항공군.

제1극동전선군은 양면 공격의 동쪽 부분을 형성하기로 했다. 이 공격은 제1적기군, 제5군 및 제10기계화군단이 무단장시 (또는 무단장)를 향해 돌진하는 것을 포함했다. 이 도시가 점령되면 이 병력은 지린성 (또는 지린), 창춘, 하얼빈으로 진격하기로 했다. 최종 목표는 창춘과 지린에서 트란스바이칼 전선군 병력과 연결하여 이중 포위망을 완성하는 것이었다.
보조 목표로서, 제1극동전선군은 일본군이 한국으로 탈출하는 것을 막고, 38선까지 한반도를 침공하여, 이 과정에서 후에 북한이 되는 것을 확립하는 것이었다. 이 보조 목표는 제25군이 수행하기로 했다. 한편, 제35군은 보리현 (또는 보리), 링커우, 미산시 도시들을 점령하는 임무를 맡았다.

#### 제2극동전선군
막심 푸르카예프 장군 지휘하의 제2극동전선군은 다음을 포함했다:
- 제2적기군
- 제15군
- 제16군 (제56소총병군단만이 전투에 참가, 남사할린)
- 제5독립소총군단
- 추구옙스크 작전 집단
- 아무르 군사 소함대
- 제10항공군

제2극동전선군은 지원 공격 역할로 배치되었다. 목표는 하얼빈시와 치치하얼시였으며, 일본군의 남쪽으로의 질서 있는 철수를 막는 것이었다. 이 전선군에는 1940년대 초 소련으로 후퇴했던 동북항일연군 소속 중국 및 한국인 게릴라로 구성된 제88독립보병여단도 포함되었다. 저우바오중이 이끄는 이 부대는 사보타주 및 정찰 임무에 사용하기 위해 침공에 참여할 예정이었으나, 너무나 귀중하여 전장에 투입되지 않았다. 따라서 이들은 전투에 참여하지 않고 후속 점령 기간 동안 해방 지역의 지방 사무소 및 경찰서에서 지도 및 행정 직책을 맡았다. 여단의 한국 대대 (미래 북한의 지도자 김일성 포함) 또한 제1극동전선군의 일부로서 북부 한국의 후속 점령을 돕기 위해 파견되었다.
제1극동전선군과 트란스바이칼 전선군 병력이 창춘시를 점령하면, 제2극동전선군은 랴오둥반도를 공격하여 뤼순(현재의 뤼순)을 점령하기로 했다.
|                    | 총계      | 트란스바이칼 전선군 | 제1극동 전선군 | 제2극동 전선군 |
| ------------------ | --------- | ------------------- | -------------- | -------------- |
| 병력               | 1,577,725 | 654,040             | 586,589        | 337,096        |
| 포병               | 27,086    | 9,668               | 11,430         | 5,988          |
| 다련장 로켓 발사기 | 1,171     | 583                 | 516            | 72             |
| 전차 및 자주포     | 5,556     | 2,416               | 1,860          | 1,280          |
| 항공기             | 3,721     | 1,324               | 1,137          | 1,260          |

각 전선군에는 군이 아닌 전선군에 직접 배속된 "전선군 부대"가 있었다. 총 병력은 89개 사단에 150만 명, 전차 3,704대, 자주포 1,852대, 차량 85,819대, 항공기 3,721대였다. 병력의 약 3분의 1은 전투 지원 및 서비스 부대였다. 소련의 계획은 독일군과의 전투에서 습득한 기동전의 모든 경험을 통합했다.

### 일본
야마다 오토조 장군 휘하의 일본 제국 육군 관동군은 만주와 조선 주둔 일본 점령군의 주력 부대였으며, 두 개의 방면군과 세 개의 독립군으로 구성되었다:
- 제1방면군 (만주국 동북부), 포함:
  - 제3군
  - 제5군
- 제3방면군 (만주국 서남부), 포함:
  - 제30군
  - 제44군
- 독립부대:
  - 제4군 (만주 북부 책임 독립 야전군)
  - 제34군 (조선 북부의 제3방면군과 제17방면군 사이 지역 책임 독립 야전군)
  - 제17방면군 (조선 책임; 막판에 관동군에 배속되었으나 소용없었다)

각 방면군 (호멘군, 서방 "군"에 해당)은 야전군 (서방 군단에 해당) 외에 사령부 부대와 방면군에 직접 배속된 부대를 가지고 있었다. 또한 일본군은 만주국과 몽강연합자치정부의 괴뢰정권 군대의 도움을 받았다. 만주국은 약 17만에서 20만 명의 병력을 가졌고, 몽강연합자치정부는 약 4만 4천 명의 병력을 가졌는데, 이들 괴뢰군 대부분은 신뢰할 수 없는 수준이었다. 소련 극동군사령부의 다음 목표였던 조선은 일본 제17방면군이 주둔하고 있었다.

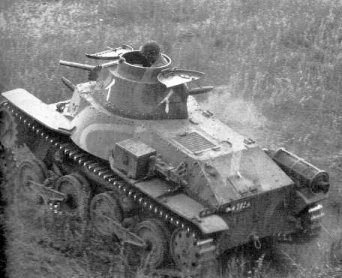
만주 전차 학교의 일본군 95식 하-고 전차

조선 주둔 일본군을 포함하여 관동군은 31개 사단과 13개 여단에 90만 명 이상의 병력을 보유했다; 약 400대의 구식 전차와 2,000대의 항공기(만주에 있는 1,040대의 항공기 중 전투기는 230대, 현대식은 55대에 불과했다)가 있었다. 그러나 관동군은 정식 병력에 훨씬 못 미쳤다; 대부분의 중장비와 모든 최정예 군사 부대는 지난 3년 동안 미군 진격에 대처하기 위해 태평양 전구로 이전되었다. 일부 관동군 부대는 1944년 이치고 작전에서 중화민국 국민군에 대항하여 남쪽으로 재배치되기도 했다. 1945년까지 관동군은 다수의 신병과 징집병으로 구성되었으며, 일반적으로 구식, 경량 또는 기타 제한적인 장비를 갖추고 있었다. 거의 모든 전차는 95식 하호 전차 및 89식 중전차와 같은 1930년대 초반 모델이었고, 대전차 부대는 소련 장갑에 효과적이지 못한 1식 37mm 대전차포만 보유하고 있었으며, 보병은 기관총이 매우 적었고 대물 소총이나 기관단총이 없었다. 그 결과, 만주와 조선의 일본군은 본질적으로 제한된 기동성과 조직적인 적에 대한 재래식 지상전 능력도 제한적인 경보병 대반군 부대로 전락했다. 실제로 관동군 사단 중 1945년 1월 이전에 존재했던 것은 6개뿐이었다. 따라서 일본군은 관동군 부대 중 어떤 부대도 전투 준비가 되었다고 보지 않았으며, 일부 부대는 15% 미만의 준비 상태로 선언되었다.
일본 제국 해군은 만주 방어에 기여하지 않았는데, 해군은 전략적 이유로 만주 점령에 항상 반대했다. 게다가 소련 침공 당시, 남아있는 소수의 함대 잔해는 미군의 침공에 대비하여 일본 본토 방어를 위해 주둔하고 임무를 맡고 있었다.
문제를 더욱 복잡하게 만든 것은 일본군이 많은 잘못된 가정을 하고 큰 실수를 저질렀다는 점이다. 가장 중요한 실수는 다음과 같다:
- 그들은 서쪽에서 오는 공격이 하이라얼로 가는 옛 철도 노선을 따르거나, 몽골 동쪽 끝에서 소룬으로 향할 것이라고 잘못 가정했다. 소련군은 이 경로를 따라 공격했지만, 서쪽에서의 주력 공격은 통과 불가능하다고 여겨지는 소룬 남쪽의 다싱안링산맥을 통과하여 만주 중앙으로 향했다.
- 일본 군사정보는 소련 극동에서의 병력 증강의 성격, 위치 및 규모를 파악하는 데 실패했다. 소련군 전력에 대한 초기 과소평가와 시베리아 횡단 철도에서의 소련군 이동 감시를 바탕으로 일본군은 1945년 8월 말 이전에 소련군이 공세를 위한 충분한 병력을 배치하지 못할 것이며, 1945년 가을이나 1946년 봄에 공격이 가장 유력하다고 믿었다.

관동군의 정예 부대가 태평양 전구로 재배치되기 위해 철수함에 따라, 일본은 1945년 여름 동안 불가피해 보이는 소련군의 공격에 대비하여 만주 방어에 대한 새로운 작전 계획을 세웠다. 이 계획은 국경 지역에서 가용한 병력의 대부분을 재배치할 것을 요구했으며; 국경은 가볍게 방어하고 주력군은 남동부 코너를 강력하게 지켜야 했다 (그래서 한국을 공격으로부터 방어).
또한, 일본은 시베리아 횡단 철도와 동만주 전선에서의 소련 활동만을 관찰했으며, 이에 따라 동쪽からの 침공에 대비했다. 그들은 서쪽에서 공격이 발생했을 때 재배치된 병력이 이를 처리할 수 있을 것이라고 믿었다.
만주에서의 일본군 재배치는 시작되었지만 1945년 9월까지 완료될 예정이었고, 따라서 소련이 세 전선에서 동시에 공격을 개시했을 때 관동군은 재배치 중이었다.

## 전역

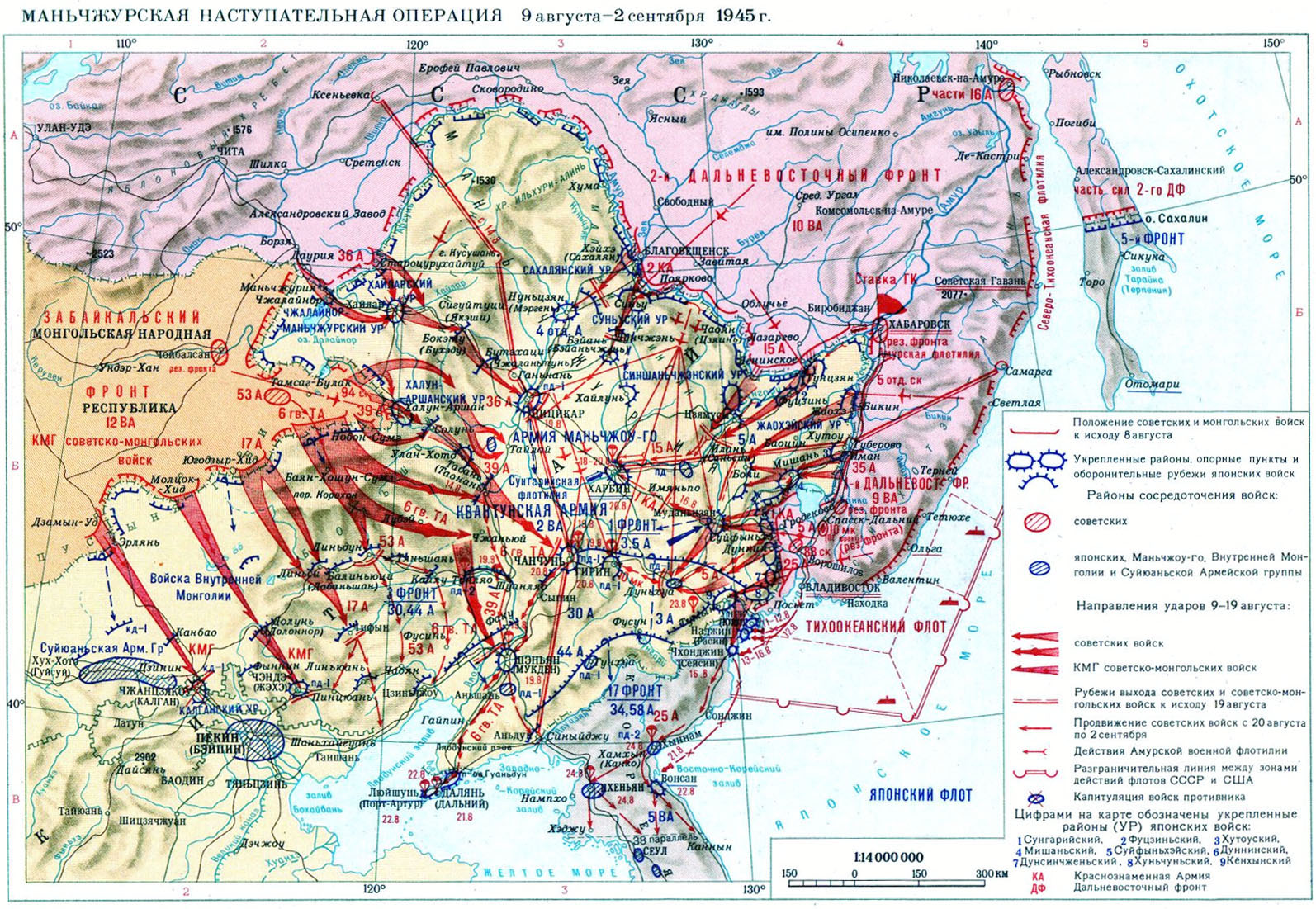
만주 공세

이 작전은 전체 서유럽 전구와 맞먹는 규모의 지역에서 전형적인 이중 양면 공격으로 수행되었다. 서부 집게발에서 소련군은 보급 철도에서 멀리 떨어진 몽골의 사막과 산을 넘어 진격했다. 이는 일본군의 소련 물류 분석을 혼란시켰고, 방어군은 요새화되지 않은 진지에서 기습을 당했다. 관동군 사령관들은 침공 당시 계획 훈련 중이었으며, 충돌 후 처음 18시간 동안 부대에서 떨어져 있었다.
러시아인들은 일본이 항복하기 며칠 전 만주에서 일본 관동군에 대한 치명적인 공격 이후 일본인들을 극도로 잔인하게 대했다. 일본군은 소련군의 공격에 압도당했다. 소련 공수부대는 일본군의 후방에서 관동군을 파괴했고, 일본 대전차 포탄은 소련 전차의 측면에서 튕겨져 나갔다. 만주의 일본군은 두려움에 사로잡혀 후퇴했다.
만주의 일본군 병사들과 건강한 일본인 남성들은 러시아군에게 포로로 잡혀 시베리아의 노동 수용소로 이송되었고, 그곳에서 많은 일본인 남성들이 사망했다. 러시아인들의 관점에서 이는 1905년 러일 전쟁에서의 러시아 패배에 대한 복수로 여겨졌다. 소련군이 일본인을 얼마나 형편없이 대했는지에 대한 이야기는 만주에서 피난 온 일본인들에 의해 베이징시로 전해져 일본인들 사이에 공포를 불러일으켰다; 그러나 러시아인들은 장제스와의 합의를 지켜 중국 본토로 진입하지 않았다.
일본의 통신 기반 시설은 열악했고, 일본군은 매우 일찍 최전선 부대와의 통신이 두절되었다. 그러나 관동군은 맹렬하고 무자비한 전투원으로서 강력한 명성을 가지고 있었고, 병력이 부족하고 준비되지 않았음에도 불구하고 하이라얼 마을에서 강력한 저항을 펼쳐 일부 소련군을 발목 잡았다. 일본 수비대는 8월 18일까지 버텼고, 3,827명의 생존자가 항복했다. 동시에 소련 공수부대는 지상군보다 앞서 비행장과 도심을 점령했으며, 항공기는 보급선이 끊긴 부대에 연료를 공급했다.
일본의 37mm 및 47mm 대전차포는 경량 소련 전차와의 전투에만 적합했기 때문에, 일본군은 수류탄과 폭발물을 몸에 두른 자폭병 분대를 주요 임시 대전차 무기로 사용하기로 결정했다. 소련군은 이후 일본군 상대를 '죽을 자'라는 뜻의 스메르트니크로 불렀다.
일본 육군 항공대는 소련의 진격을 막기 위해 여러 가미카제 공격을 사용하여 소련 기갑 목표물과 요새를 공격했다.
그럼에도 불구하고 일본군에 대한 빠른 패배의 전망은 불확실해 보였다. 1945년 4월부터 6월까지의 오키나와 전투와 유사하게 일본군의 광신적이고 때로는 자살적인 저항을 고려할 때, 마지막 남은 일본 요새화 지역을 점령하기 위한 길고 어려운 전역이 예상될 것이라는 충분한 이유가 있었다. 소련군의 일부 공세에서는 이러한 예상들이 실현되었다.
동쪽에서 온 소련군 집게발은 우수리강을 건너 싱카이호 주변으로 진격하여 쑤이펀허시를 공격했으며, 일본 수비대가 강력히 저항하고 강한 반격을 가했음에도 불구하고 소련군은 압도적인 전력을 증명했다.

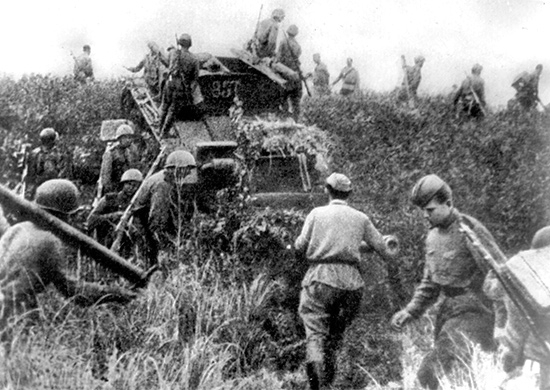
1945년 8월 9일, 만주 국경을 넘는 소련군

일주일간의 전투 후, 소련군은 만주 깊숙이 침투했고, 일본의 히로히토 천황은 1945년 8월 15일 옥음방송을 통해 일본 국민에게 라디오로 연설했다. 이 연설은 일본의 항복을 직접적으로 언급하지 않고, 정부가 포츠담 선언의 조건을 완전히 수락하라는 지시를 받았다고만 명시했다. 이는 일본이 항복했는지 확신하지 못한 많은 청취자들에게 혼란을 야기했다. 라디오 방송의 열악한 음질과 연설이 작성된 격식적인 궁정어는 혼란을 가중시켰다.
일본 대본영은 관동군에 즉시 정전 명령을 전달하지 않았고, 많은 부대원들이 이를 이해하지 못하거나 무시했다. 따라서 관동군의 치열한 저항이 계속되었고, 소련군은 저항 지역을 대체로 피하면서 진격을 계속하여 8월 20일까지 펑톈, 창춘, 치치하얼시에 도달했다. 정전 명령은 결국 관동군에 전달되었지만, 그 전까지 소련군은 대부분의 영토를 확보했다.

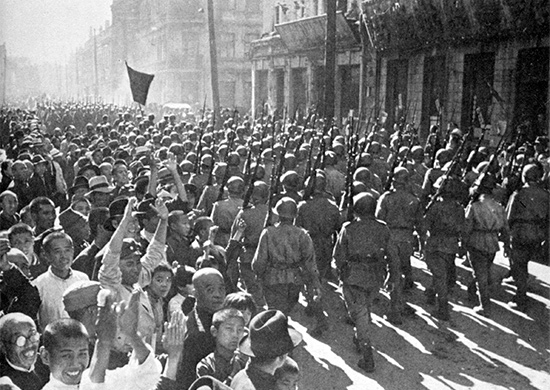
1945년 8월 21일 해방된 하얼빈 시내로 진입하는 소련군

소련군의 우익에서 소련-몽골 기병-기계화 부대는 내몽골에 진입하여 신속하게 돌론누르와 장자커우를 점령했다. 만주국 황제 (이자 중국의 전 황제) 푸이는 소련군에게 체포되었다.
8월 18일, 지상군 진격에 앞서 여러 차례의 소련 상륙 작전이 수행되었다: 북한에서의 세 차례 상륙, 남사할린에서의 한 차례 상륙, 그리고 쿠릴 열도에서의 한 차례 상륙. 이는 적어도 한국에서는 이미 육상으로 오는 병력을 기다리는 소련군이 있었다는 것을 의미했다. 남사할린과 쿠릴 열도에서는 소련의 주권이 갑자기 확립되었음을 의미했다.
지상 진격은 압록강 (한반도의 시작 지점)에서 상당한 거리를 남겨두고 중단되었는데, 이는 항공 보급조차 불가능해졌기 때문이다. 이미 한국에 있던 병력은 한반도 북부 지역을 통제할 수 있었다. 미국 정부와 이전에 한반도 분할에 합의한 바에 따라, 소련군은 38선에서 멈췄고, 일본은 여전히 한반도 남부를 통제하게 되었다. 이후 1945년 9월 8일, 미군이 인천에 상륙했다.

## 결과

전후 만저우리시에 세워진 소련 적군 열사 공원

만주 침공은 일본의 항복과 제2차 세계 대전 종전에 기여한 요인 중 하나였다.
1945년 9월, 중국공산당 (CCP)은 소련이 점령한 만주로 군인들을 파견했다.(p. 73) 중국공산당은 소련의 도움으로 일본 무기를 획득했다.(p. 73) 이 기간 동안 중국공산당과 중국국민당에 대한 소련의 입장은 오락가락했으며, 1945년 11월 소련은 중국공산당에게 만주의 주요 도시에서 철수할 것을 요청했다.(p. 73)
소련의 만주 점령은 한반도 북부 지역과 함께 1945년 소련과 중국국민당 사이에 체결된 협정에도 불구하고 1946년 소련 철수 후 소련에 의해 해당 지역 일부가 현지 공산주의자들의 통제 하에 놓이는 것을 허용했다. 소련 당국의 지원을 받는 공산주의 정부에 의한 이들 지역의 통제는 중국공산당의 부상과 6.25 전쟁의 정치적 갈등을 형성하는 요인이 되었다.
만주와 내몽골로 식민 이주되었던 수천 명의 일본인들은 중국에 잔류하게 되었다. 중국에 남겨진 일본인들의 대부분은 여성이었으며, 이들 일본인 여성들은 대부분 중국인 남성과 결혼하여 "잔류 부인" (잔류 후진)으로 알려지게 되었다. 중국인 남성이 아버지인 자녀를 낳았기 때문에, 일본인 여성들은 중국인 가족을 일본으로 데려올 수 없었고, 그래서 대부분은 잔류했다. 일본 국적법은 일본인 남성이 아버지인 자녀만이 일본 시민이 될 수 있도록 허용했다.
1949년 후반, 만주 침공 중 포로로 잡혔던 전 관동군 구성원 다수가 731부대 및 관련 부대의 활동과 관련하여 반인도적 범죄 및 화학 및 생물 무기 사용과 관련하여 유죄 판결을 받았다.

## 전쟁 범죄
만주 침공 중 소련군은 일본 민간인을 살해하고 강간했다. 가장 유명한 예는 갈근묘 학살로, 소련군 기갑 부대가 천 명 이상의 일본인 여성과 어린이를 학살했다. 일본인의 재산도 소련군에 의해 약탈당했다. 학살을 저지른 소련군은 동프로이센에서도 민간인을 상대로 동일한 범죄를 저질렀다.
소련 역사가 뱌체슬라프 지모닌에 따르면, 적군이 접근하자 많은 일본 정착민들이 집단 자살을 저질렀다. 어머니들은 일본군에 의해 자신의 자녀를 죽여야 했고, 그 후 자신들도 죽임을 당했다. 일본군은 종종 민간인 학살에 가담했다. 일본 제5군 사령관 시미즈 장군은 "각 민족은 그 자신의 법에 따라 살고 죽는다"고 논평했다. 스스로 움직일 수 없는 부상당한 일본 병사들은 군대가 후퇴할 때 종종 죽도록 방치되었다.
영국과 미국의 보고서에 따르면 만주를 점령한 소련군 (약 70만 명)은 펑톈의 현지인들을 약탈하고 공포에 떨게 했으며, 소련 당국은 "3일간의 강간과 약탈"을 막으려 하지 않았다. 하얼빈에서 소련군은 중국공산당 지도자들의 대규모 강간과 약탈에 대한 항의를 무시했다. 만주의 중국 경찰군은 여러 차례 소련군을 다양한 범죄로 체포하거나 심지어 살해하는 사건이 발생하여 만주에서 소련과 중국 당국 간의 일부 갈등으로 이어졌다.
소련의 북한 점령 기간 동안, 소련 병사들이 한반도 북부에서 일본인과 한국인 여성 모두에게 강간을 저질렀다는 보고가 있었다. 소련 병사들은 북한에 거주하는 일본인과 한국인 양쪽의 재산을 약탈하기도 했다. 소련은 만주와 북한의 일본 기업에 대한 권리를 주장했으며 귀중한 자재와 산업 설비를 가져갔다.
러시아 과학 아카데미 한국연구센터의 콘스탄틴 아스몰로프는 극동에서의 소련군 민간인 폭력에 대한 서방의 기록을 과장과 소문으로 일축하며, 적군의 대량 범죄 혐의는 극동에 주둔했던 거의 200만 명의 소련군과 관련된 고립된 사건을 부적절하게 대량 범죄로 확대 해석한 것이라고 주장한다. 그에 따르면, 그러한 혐의는 당시 문서에 의해 반박되며, 독일에서보다 그러한 범죄가 훨씬 덜 문제였다는 것이 분명하다. 아스몰로프는 또한 소련이 가해자들을 기소했지만, 제2차 세계 대전에서 독일군과 일본군 "강간범과 약탈자"에 대한 기소는 거의 알려지지 않았다고 주장한다.
만주에 있는 일본인 여성들은 매일 러시아 군인들에게 반복적으로 강간당했으며, 여기에는 북안 비행장의 군인 및 만주철도 직원 가족의 미성년 소녀들과 일본군 간호사들도 포함되었다. 러시아인들은 북안 비행장에서 총 1,000명의 일본인 민간인 중 일본인 민간인 소녀들을 붙잡아 요시다 레이코가 회상하듯이 매일 10명의 소녀들을 반복적으로 강간했으며, 만주 쑨우 군병원에서는 점령 기간 동안 75명의 일본인 간호사들을 반복적으로 강간했다. 러시아인들은 일본군 장교들의 강간 중지 요청을 모두 거부했다. 러시아인들은 일본인들에게 전쟁 전리품으로 여성들을 강간을 위해 내주어야 한다고 말했다.
만주에 있는 일본인 여성들은 8월 14일 피난을 시도하여 무단장으로 가려던 야마다 타미와 함께 있던 일본인 가족들 중 러시아 군인들에게 강간당했다. 8월 15일 하얼빈으로 피난하려다 정착지로 돌아온 이케다 히로코와 함께 있던 다른 일본인 여성들도 소련군에게 강간당했다.

## 같이 보기
- 소련의 군사점령
- 만주의 일본인 정착촌
- 일본의 군사사
- 소련의 군사사
- 제2차 세계 대전 기간의 몽골
- 러시아의 만주 침공
- 외만주
- 소련의 신장 침공
- 일본군의 만주국에서의 전쟁 범죄

## 내용주
1. ↑  소련 자료에 따르면 1945년 8월 5일 극동에서 가동 가능한 전차는 4,841대, 자주포는 1,393대였다. 이들은 어느 곳에서도 찾아볼 수 없는 가장 다양한 함대였으며, 전전 BT-5 고속 전차부터 IS-2 중전차, 렌드-리스 셔먼 M4A2 전차까지 포함되었다.